# Крупники (Польща)
Крупники (пол. Krupniki) — село в Польщі, у гміні Хорощ Білостоцького повіту Підляського воєводства.
Населення — 565 осіб (2011).
У 1975-1998 роках село належало до Білостоцького воєводства.

## Демографія
Демографічна структура станом на 31 березня 2011 року:
|          | Загалом | Допрацездатний вік | Працездатний вік | Постпрацездатний вік |
| -------- | ------- | ------------------ | ---------------- | -------------------- |
| Чоловіки | 274     | 56                 | 203              | 15                   |
| Жінки    | 291     | 63                 | 184              | 44                   |
| Разом    | 565     | 119                | 387              | 59                   |